# Marin, Haute-Savoie
Marin este o comună în departamentul Haute-Savoie din sud-estul Franței. În 2009 avea o populație de 1.542 de locuitori.

## Evoluția populației
| An        | 1975  | 1982  | 1990  | 1999  | 2006  | 2009  |
| --------- | ----- | ----- | ----- | ----- | ----- | ----- |
| Populație | 1.004 | 1.196 | 1.276 | 1.285 | 1.450 | 1.542 |